# Rivière au Phoque
Der Rivière au Phoque („Phoque“ ist das französische Wort für „Hundsrobbe“) ist ein etwa 103 km langer Zufluss der James Bay in der regionalen Grafschaftsgemeinde Jamésie in der Verwaltungsregion Nord-du-Québec in der kanadischen Provinz Québec.

## Flusslauf
Der Rivière au Phoque hat seinen Ursprung 8 km südlich des Sees Lac Burton. Er fließt in überwiegend westlicher Richtung. Am Oberlauf liegt der See Lac Katimiyakamach. Am Mittel- und Unterlauf befinden sich die Seen Lac Minahikuskakami, Lac Kapuskuchiskwaw, Lac Aupasich und Lac Ominuk. Der Fluss mündet wenige Kilometer südlich der Landspitze Pointe Louis-XIV, welche das Südost-Ende der Hudson Bay markiert, in die James Bay.
Ende der 1840er Jahre wurde eine Lachsfang-Station an der Mündung des Rivière au Phoque errichtet, die heute als „Seal River“ bekannt ist.
Die Cree lieferten den gefangenen Lachs per Boot nach Fort George, dem heutigen Chisasibi. Die Robben gehörten schon damals zur Nahrung der Ureinwohner in dem Gebiet. Heute noch wird der Pelz der Robben für Zelte, Kajaks und Walfangboote verarbeitet. Bartrobben und Seehunde der Unterart Phoca vitulina concolor leben in der Umgebung der Flussmündung.